# Tiroteo en la Escuela de Formación Profesional OAED
El tiroteo en la Escuela de Formación Profesional OAED ocurrió el 10 de abril de 2009, en la Escuela de Formación Profesional (en griego: Σχολή Μαθητείας) de la Organización de Empleo y Mano de Obra de Grecia (OAED), en el suburbio de Agios Ioannis Renti, en Atenas, Grecia. Un estudiante armado disparó e hirió a tres personas antes de provocarse una herida de bala autoinfligida. El pistolero de 19 años, Dimitris Patmanidis (en griego: Δημήτρης Πατμανίδης), estudiaba electrónica automotriz en la escuela.Se trata hasta el momento del primer tiroteo escolar ocurrido en Grecia.

## Tiroteo
A las 8:30 AM, quince minutos después de que comenzaran las clases, Dimitris Patmanidis llegó a la Escuela Vocacional OAED, armado con dos pistolas traumáticas que había modificado para poder disparar munición realy un cuchillo de caza. Al ingresar a las instalaciones, Patmanidis se acercó a Dimitris Kokkinis, de 18 años, y le disparó.
Luego, Patmanidis se dio vuelta para salir de la escuela, fue entonces cuando fue confrontado por dos trabajadores de una empresa técnica cercana que fueron alertados por los disparos. Le preguntaron qué había pasado, entonces les disparó a ambos, a una distancia de 150 metros. El pistolero luego corrió a un parque cercano donde intentó suicidarse disparándose en la cabeza.   Fue trasladado en estado crítico al Hospital General de Nikaia, donde más tarde falleció en el quirófano durante una operación.
El estudiante de 18 años, Dimitris Kokkinis, que recibió tres disparos en el pecho, la pierna y la mano, fue trasladado en estado grave al Hospital General de Nikaia, donde fue sometido a una operación prolongada, con mitad de un pulmón retirado. Los dos trabajadores resultaron levemente heridos, uno en la mano y otro en la pierna.  Durante el asalto, el pistolero disparó 15 de las 83 balas que cargaba consigo.
| Víctimas de tiroteos                         |
| 1. Dimitris Kokkinis, 18 años, estudiante.   |
| 2. Kostas Papadopoulos, 23 años, trabajador. |
| 3. Topali Fatmili, 47 años, trabajador.      |

### Motivo
Según un portavoz de la policía: "su motivo fue la venganza".La policía también cree que su acto había sido planeado. Una nota encontrada en el bolso de Patmanidis decía que ya no podía soportar más el rechazo que vivía. Un amigo de Patmanidis dijo que estaba cansado de que los demás alumnos se burlaran de él por su apariencia y comportamiento estilizados. 
Su ataque había sido anunciado en su página de MySpace. En su perfil, Patmanidis también había publicado fotos de él posando con sus armas.

## Secuelas
La administración de la OAED informó que inmediatamente después del trágico incidente, un grupo de psicólogos fue enviado para apoyar a los estudiantes de la universidad. 